# Касимов, Дмитрий Дмитриевич
Дми́трий Дми́триевич Каси́мов (укр. Дмитро Дмитрович Касімов; род. 14 августа 1999, Днепропетровск) — украинский футболист, полузащитник клуба «Агробизнес».

## Биография
Родился в Днепропетровске, однако футболом начал заниматься в кировоградской ДЮСШ «Пионер», куда его в шестилетнем возрасте привёл его дядя. Первый тренер — Владимир Терешонок. В турнирах ДЮФЛ Украины выступал за команды кировоградских ДЮСШ «Звезда-Спартак» (36 матчей, 13 голов) и ДЮСШ-2 (22 матча, 6 голов). С 2016 года в составе кропивницкой «Звезды», однако играл преимущественно в юношеском (35 матчей) и молодёжном (5 матчей) первенствах. За основную команду дебютировал только в 2018 году, после вылета клуба из УПЛ, в матче первой лиги Украины против луцкой «Волыни». В январе 2019 года «Звезда» была снята с чемпионата и расформирована, в связи с чем сезон Касимов доигрывал в мариупольском «Яруде», в любительском чемпионате Украины.
Летом 2019 года стал игроком киевской «Оболони-Бровар», в составе которой на протяжении трёх сезонов выступал в первой лиге Украины. Также играл во второй лиге за фарм-клуб «пивоваров» — «Оболонь-Бровар-2» из Бучи. В 2022 году перешёл в закарпатский «Минай». В украинской Премьер-лиге дебютировал 29 августа 2022 года, выйдя в стартовом составе в выездном матче против «Александрии» (на 64-й минуте был заменён Назарием Воробчаком)